# Viane
Viane é uma comuna francesa na região administrativa de Occitânia, no departamento de Tarn. Estende-se por uma área de 38,37 km². Em 2010 a comuna tinha 569 habitantes (densidade: 14,8 hab./km²).

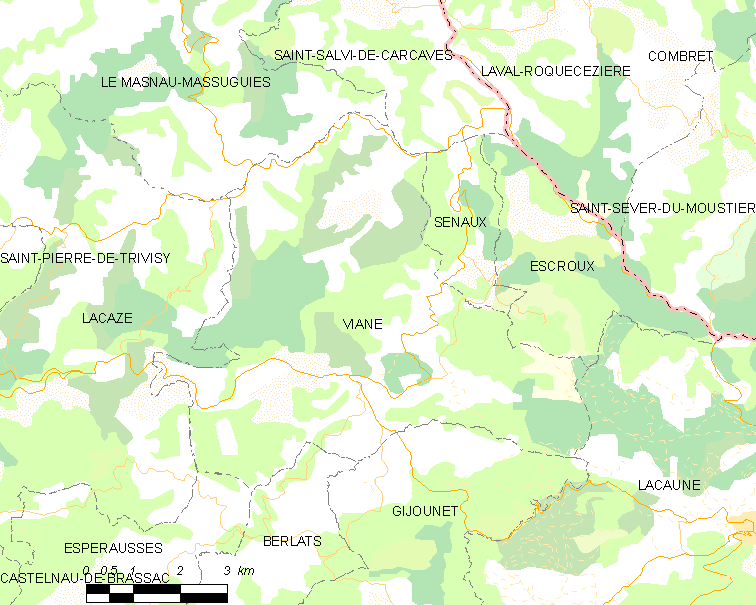
Mapa